# Chris Grabenstein
Chris Grabenstein, né le 2 septembre 1955 à Buffalo, dans l'État de New York, aux États-Unis, est un écrivain américain, auteur de roman policier et de littérature d'enfance et de jeunesse.

## Biographie
Chris Grabenstein fait ses études supérieures à l'université du Tennessee, où il obtient en 1977 un diplôme en communications.
En 2005, il publie Tilt-a-whirl, titre lauréat du prix Anthony 2006 du meilleur premier roman, qui inaugure une série policière ayant pour héros John Ceepak. Ancien membre de la police militaire en Iraq, Ceepak est devenu un policier chevronné de la côte du New Jersey et mène ses enquêtes avec l'aide Danny Boyle, jeune recrue de 24 ans qui n'est à l'emploi de la police de l'État que pendant la saison estivale.
Chris Grabenstein remporte également à quatre reprises (2008, 2009, 2011 et 2013) le prix Agatha du meilleur roman de littérature d'enfance et de jeunesse.
Depuis 2012, il écrit des romans de plusieurs séries en collaboration avec James Patterson.

## Œuvre

### SérieJohn Ceepak
- (en) Tilt-a-whirl, 2005
- (en) Mad Mouse, 2006
- (en) Whack-a-Mole, 2007
- (en) Hell Hole, 2008
- (en) Mind Scrambler, 2009
- (en) Rolling Thunder, 2010
- (en) Ring Toss, 2011, recueil de nouvelles
- (en) Fun House, 2012
- (en) Free Fall, 2013

### SérieChristopher Miller
- (en) Slay Ride, 2006
- (en) Hell for the Holidays, 2007

### SérieHaunted
- (en) The Crossroads, 2008
- (en) The Hanging Hill, 2009
- (en) The Smoky Corridor, 2010
- (en) The Black Heart Crypt, 2011

### SérieOcean's Eleven
- (en) Riley Mack and the Other Known Troublemakers, 2012
- (en) Riley Mack Stirs Up More Trouble, 2013

### SérieMr. Lemoncello
1. Vingt-quatre heures dans l'incroyable bibliothèque de M. Lemoncello (en), Milan, 2017 ((en) Escape from Mr. Lemoncello's Library, 2013)
2. Une semaine dans l'incroyable bibliothèque de M. Lemoncello, Milan, 2018 ((en) Mr. Lemoncello's Library Olympics, 2016)

### Romans indépendants
- (en) Don't Call Me Christina Kringle, 2013
- (en) The Explorers' Gate, 2014
- (en) The Island of Dr. Libris, 2015

### Recueils de nouvelles
- (en) The Christmas Tree Thief, 2008

### Nouvelle
- (en) The Demon in the Dunes, 2010

### Ouvrages coécrits avecJames Patterson

#### SérieDaniel X
1. (en) Armageddon, 2012
2. (en) Lights Out, 2015

#### SérieJamie Grimm
1. Moi, marrant ?!, Hachette Jeunesse, 2017 ((en) I, Funny, 2012)
2. (en) I, Even Funnier, 2013
3. (en) I, Totally Funniest, 2015
4. (en) I, Funny TV, 2015

#### SérieChasseurs de trésors
1. Chasseurs de trésors, Hachette Jeunesse, 2014 ((en) Treasure Hunters, 2013)Écrit avec Mark Shulman (en).
2. Danger sur le Nil, Hachette Jeunesse, 2015 ((en) Danger Down The Nile, 2014)
3. (en) Secret of the Forbidden City, 2015
4. (en) Peril at the Top of the World, 2016

#### SérieLes Robots et moi
1. Les Robots et moi, Hachette Jeunesse, 2016 ((en) House of Robots, 2014)
2. Les robots se déchaînent, Hachette Jeunesse, 2016 ((en) Robots Go Wild!, 2015)
3. (en) Robot Revolution, 2017

#### SérieMiddle School: Jacky Ha-Ha
1. Jacky Ha-Ha, Hachette Jeunesse, 2017 ((en) Jacky Ha-Ha, 2016)
2. (en) My Life Is a Joke, 2017

#### SérieMiss Einstein
1. Miss Einstein, Hachette Jeunesse, 2019 ((en) The Genius Experiment, 2018)
2. (en) Rebels with a Cause, 2019

#### Romans indépendants
- Nom d'une moustache !, Hachette Jeunesse, 2019 ((en) Word of Mouse, 2016)
- La Guerre des surnoms, Hachette Jeunesse, 2018 ((en) Pottymouth and Stoopid, 2017)

## Récompenses et distinctions

### Prix
- Prix Anthony 2006 du meilleur premier roman pour Tilt-a-whirl[1]
- Prix Agatha 2008 meilleur roman de littérature d'enfance et de jeunesse pour The Crossroads[2]
- Prix Agatha 2009 meilleur roman de littérature d'enfance et de jeunesse pour The Hanging Hill[2]
- Prix Agatha 2011 meilleur roman de littérature d'enfance et de jeunesse pour The Black Heart Crypt[3]
- Prix Agatha 2013 meilleur roman de littérature d'enfance et de jeunesse pour Escape from Mr. Lemoncello's Library[3]